# Литл-Рок (аэропорт)
Национальный аэропорт Литл-Рок (англ. Little Rock National Airport), также известный под официальным названием Адамс-Филд, (ИАТА: LIT, ИКАО: KLIT, FAA LID: LIT) — расположен в трёх километрах к востоку от центральной части города Литл-Рок (округ Пьюласки, Арканзас), США.
Адамс-Филд является крупнейшим коммерческим аэропортом штата Арканзас, обслуживая значительную часть пассажиров из Арканзаса и соседних штатов. За период с октября 2007 по сентябрь 2008 года услугами аэропорта воспользовалось более 2,3 миллионов человек.
Несмотря на отсутствие регулярного международного сообщения, национальный аэропорт Литл-Рок обрабатывает более 150 отправлений и прибытий самолётов ежедневно и связан беспосадочными маршрутами с 18-ю крупными международными аэроузлами (хабами) Соединённых Штатов.
Реактивная коммерческая авиация регионального значения впервые появилась в национальном аэропорту Литл-Рок в 1997 году с введением регулярного маршрута в Цинциннати авиакомпанией Comair, работающей под торговой маркой (брендом) магистрального перевозчика Delta Air Lines. Рейс в международный аэропорт Цинциннати/Северный Кентукки выполнялся трижды в день и являлся единственным регулярным маршрутом в крупный хаб, пока на рынок авиаперевозок Адамс-Филд не вышли другие региональные авиакомпании, работающие под брендами American Eagle, Continental Express, Northwest Airlink, United Express и US Airways Express других магистральных авиакомпаний США.

## История

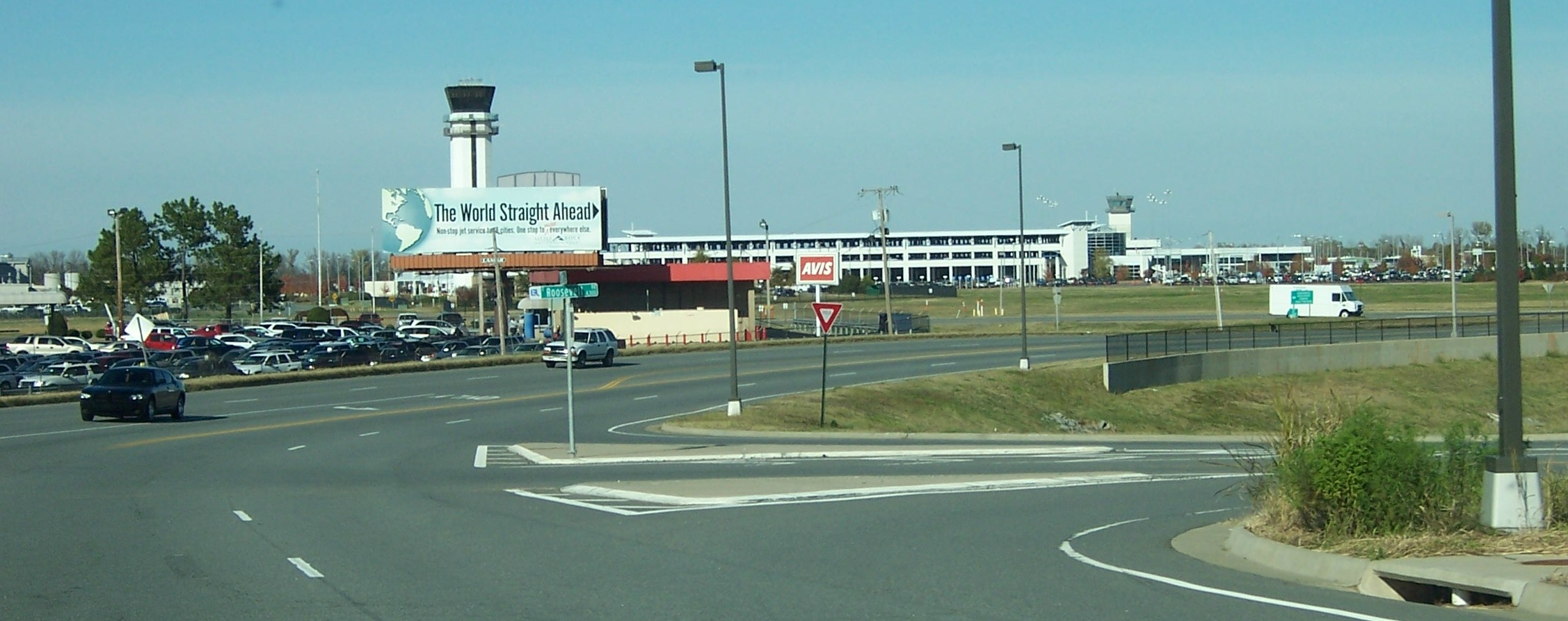
Дорога к аэропорту.

Национальный аэропорт Литл-Рок получил своё название Адамс-Филд в честь капитана 154-й эскадрильи Национальной гвардии Арканзаса Джорджа Гейера Адамса, который погиб при исполнении служебных обязанностей 4 сентября 1937 года.
Первым коммерческим рейсом аэродрома Адамс-Филд стал рейс авиакомпании American Airlines в июне 1931 года. Во время Второй мировой войны аэродром использовался командованием Военно-воздушных сил армии США для проведения операций по противолодочному патрулированию и подготовке лётных кадров ВВС.
В 1972 году открылось здание пассажирского терминала, рассчитанного на 12 выходов на посадку (гейтов).

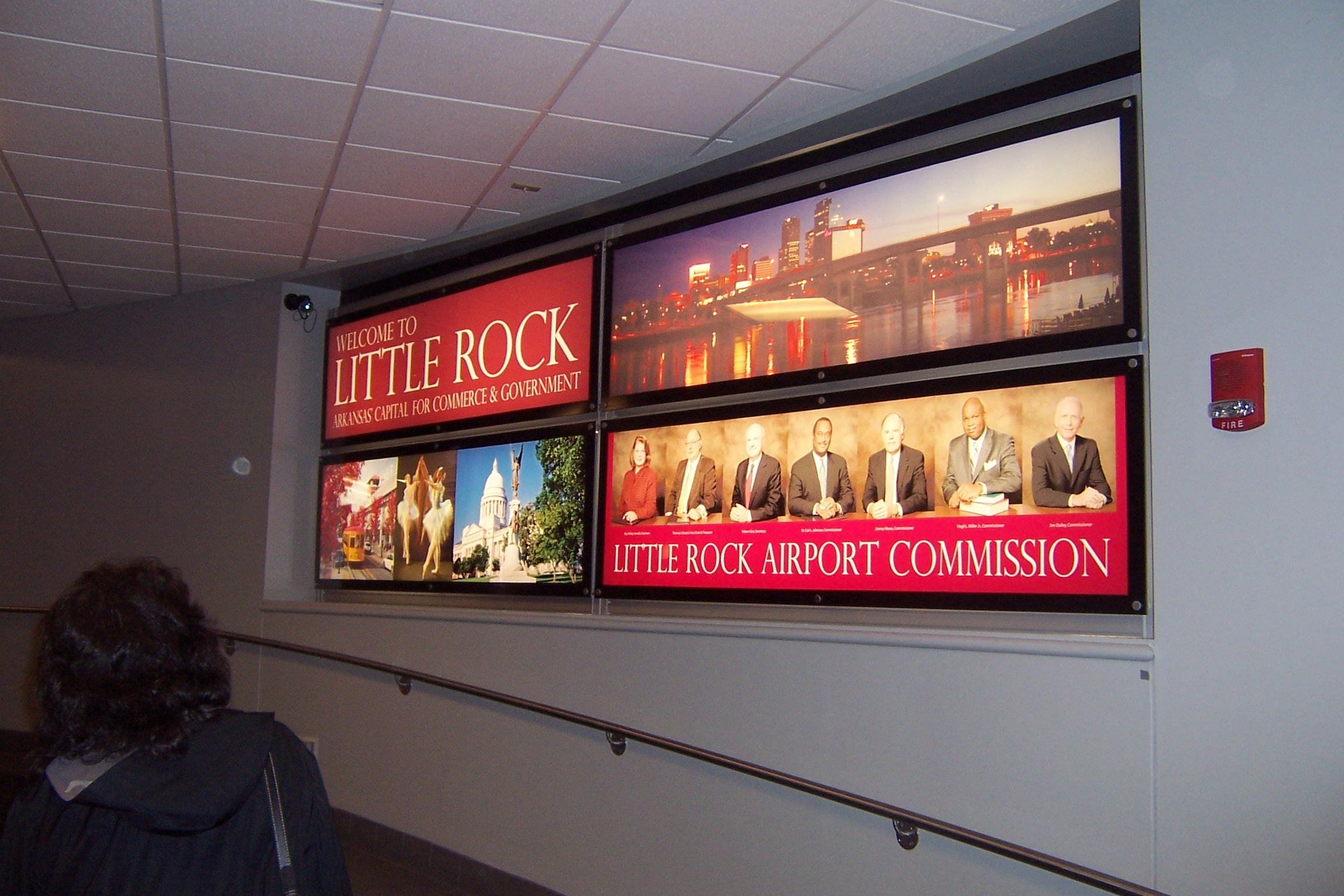
«Добро пожаловать» в Терминале аэропорта

В августе 2008 года руководство национального аэропорта Литл-Рок объявило об официальном утверждении пятнадцатилетнего плана по реконструкции и модернизации аэропорта, главной частью которого является комплекс работ по расширению здания пассажирского терминала и увеличению числа его гейтов с 12 до 17 единиц.

## Статистика аэропорта
Инфраструктура национального аэропорта Литл-Рок занимает общую площадь в 809 гектар (2000 акров), на которой размещаются основные объекты аэропорта — пассажирский терминал, три взлётно-посадочные полосы и одна вертолётная площадка.
Согласно статистическим данным за 2005 года аэропорт обработал 167 880 операций по взлётам и посадкам воздушных судов, что соответствует 459 операциям взлётов/посадок самолётов ежедневно. Из них 42 % пришлось на авиацию общего назначения, 23 % — на воздушное такси, 15 % заняли регулярные коммерческие перевозки и остальные 20 % — военная авиация. В аэропорту в указанный период базировалось 152 самолётов, из которых 45 % представляли собой однодвигательные лайнеры, 32 % — многодвигательные, 22 % — реактивные самолёты и 1 % — вертолёты.

## Терминал
Национальный аэропорт Литл-Рок эксплуатирует один пассажирский терминал, рассчитанный на 12 гейтов. Шесть из них расположены вдоль всей длины здания терминала (по три на каждой стороне) и шесть остальных гейтов — в круговой зоне в конце здания терминала.
Пассажирский терминал аэропорта обслуживает пассажиров больше, чем изначально предполагалось проектировщиками здания и его инфраструктуры. Наиболее загруженными из всех выходов на посадку являются три гейта в круговой зоне, которые обслуживают рейсы крупнейшего оператора аэропорта — бюджетной авиакомпании Southwest Airlines.

## Пассажирские авиакомпании

### Наиболее интенсивные маршруты
| Место | Аэропорт                    | Пассажиров | Перевозчики                        |
| 1     | Атланта (Хартсфилд-Джексон) | 170 000    | Delta Air Lines                    |
| 2     | Даллас/Форт-Уэрт            | 158 000    | American Airlines                  |
| 3     | Даллас/Лав-Филд             | 128 000    | Southwest Airlines                 |
| 4     | Чикаго (О’Хара)             | 99 000     | American Airlines, United Airlines |
| 5     | Хьюстон (Интерконтинентал)  | 87 000     | United/Continental                 |
| 6     | Шарлотт/Дуглас              | 65 000     | US Airways                         |
| 7     | Мемфис                      | 57 000     | Delta Air Lines                    |
| 8     | Сент-Луис (Ламберт)         | 47 000     | Southwest Airlines                 |
| 9     | Денвер                      | 40 000     | Frontier Airlines, United Airlines |
| 10    | Лас-Вегас                   | 39 000     | Southwest Airlines                 |

## Грузовые авиакомпании
- DHL
- FedEx Express
- UPS Airlines

## Авиапроисшествия и несчастные случаи
- 1 июня 1999 года. Самолёт McDonnell Douglas MD-82 (регистрационный номер N215AA), следовавший рейсом 1420 авиакомпании American Airlines из международного аэропорта Даллас/Форт-Уэрт, при заходе на посадку разбился в национальном аэропорту Литл-Рока. За несколько минут до посадки над взлётно-посадочной полосой аэропорта прошёл сильнейший грозовой фронт с порывами ветра до 140 км/час. Самолёт выполнил быстрое снижение и совершил жёсткую посадку, сошёл с ВПП и, остановившись в полузатопленном состоянии в ближайшей реке, загорелся. Практически сразу погибло 10 человек из 145 находившихся на борту, последняя жертва катастрофы, 14-летняя девочка, скончалась от ожогов 16 июня 1999 года[5].